# Munkal
Munkal (arab. مونكل; fr. Monguel) – miasto w południowo-zachodniej Mauretanii, w regionie Kurkul, w departamencie Munkal. Siedziba administracyjna gminy Munkal. W 2000 roku liczyło ok. 4,9 tys. mieszkańców.